# Cayetano (Uruguay)
Cayetano también conocido como Pueblo Cayetano es una localidad uruguaya del departamento de Salto.

## Geografía
La localidad se encuentra situada en la zona noreste del departamento de Salto, próximo a las costas del arroyo Mataojito y al sur del río Arapey Grande. Se accede a ella desde el km 107 de la ruta 31, de la cual dista 16 km.

## Población
Según el censo de 2011 la localidad contaba con una población de 39 habitantes.
| 88            | 39 |
| (Fuente: INE) |    |